# Christiane Suzor
 (décembre 2017).
Si vous disposez d'ouvrages ou d'articles de référence ou si vous connaissez des sites web de qualité traitant du thème abordé ici, merci de compléter l'article en donnant les références utiles à sa vérifiabilité et en les liant à la section « Notes et références ».
Pour les articles homonymes, voir Suzor.
Christiane Suzor est une animatrice de télévision et de radio québécoise. Amoureuse de Québec et du théâtre, elle a commencé sa carrière à la télévision de Radio-Canada.

## Parcours
En 1971, elle est récipiendaire du titre Mlle Télé-7 de Sherbrooke
Elle est entrée en 1975 à la radio de Québec. 
Elle quitte la Première Chaîne de Radio-Canada/Québec le 31 mars 2006 après plus de 30 ans de carrière.
Christiane Suzor a commencé sa carrière à CJLM, la station radiophonique de Joliette. Elle faisait équipe avec le chanteur Claude Stében qui avait lui aussi fait ses débuts comme annonceur à cette station. Reine Malo était l'une des animatrices de cette station.

## Quelques émissions
- Québec en vrac
- Première loge
- Retour sur le monde
- Québec Express
- Arts et spectacle à la Radio
- Sports de Radio-Canada/Québec
- Nouvelles radios de Québec